# Saint-Gal
Saint-Gal è un comune francese di 118 abitanti situato nel dipartimento della Lozère nella regione dell'Occitania.

## Società

### Evoluzione demografica
Abitanti censiti